# Station Saint-Sulpice-Auteuil
Station Saint-Sulpice-Auteuil is een spoorwegstation in de Franse gemeente Saint-Sulpice.